# Tash Gozar
Tash Gozar (también Taš Gozar y Tash Guzar) es una ciudad de Afganistán, perteneciente al distrito de su nombre. Esta ciudad pertenece a la provincia de Balh. 
Su población era en 2006 de 25.600 habitantes, según las fuentes oficiales, estimándose en 2008 en 28.387.